# Milly Scott
Milly Scott, nacida Marion Henriëtte Louise Molly (Den Helder, Holanda Septentrional, 29 de diciembre de 1933) es una cantante y actriz neerlandesa de origen surinamés, conocida por su participación en el Festival de la Canción de Eurovisión 1966, siendo la primera persona de raza negra en participar en Eurovisión.

## Festival de Eurovisión
Scott había construido una exitosa carrera como cantante de jazz actuando en nightclub de jazz, lo que la llevó a tener su propio programa de televisión, Scott in de Roos, en 1965. Como consecuencia, en 1966, tuvo la oportunidad de participar en la preselección neerlandesa para elegir representante en Eurovisión, donde participó con la canción "Fernando en Filippo" que fue la clara ganadora. Scott participó en el Festival de la Canción de Eurovisión 1966, que tuvo lugar en Luxemburgo el 5 de marzo, donde "Fernando en Filippo" acabó en la 15.ª posición de 18 países participantes con los votos de solo dos países Reino Unido e Irlanda, siguiendo una racha de malos resultados que los Países Bajos arrastraban desde 1960. A pesar de que "Fernando en Filippo" era una especie de "Novelty Song" (y se interpretó como tal) en un tiempo donde las baladas dominaban Eurovisión, Scott posteriormente atribuiría el mal resultado en parte al racismo de los miembros de los jurados, causando cierta controversia.

## Carrera posterior
Aunque nunca fue una superventas, su carrera de jazz si la llevó a actuar en Inglaterra, Alemania y Suecia en los últimos años.  También probó suerte en el mundo de la actuación en numerosos espectáculos y programas de televisión, siendo su papel más recordado en la serie de televisión Vrouwenvleugel en la que interpretaba a Baby Miller, una mujer que se hace preguntas sobre su identidad racial.